# Loricella oviformis
Loricella oviformis is een keverslakkensoort uit de familie van de Loricidae. De wetenschappelijke naam van de soort is voor het eerst geldig gepubliceerd in 1905 door Nierstrasz.